# آهن (روستا)
آهن (به ترکی آذربایجانی: Əhən) یک منطقهٔ مسکونی در جمهوری آذربایجان است که در شهرستان اسماعیللی واقع شده‌است. آهن ۵۷۳ نفر جمعیت دارد.